# Troitski (oblast Sverdlovsk)
Troitski (Russisch: Троицкий) is een nederzetting met stedelijk karakter in het zuidoosten van de Russische oblast Sverdlovsk op 6 kilometer ten noorden van de stad Talitsa in het gemeentelijk district Talitski aan de oostzijde van de Centrale Oeral. De plaats ligt aan de West-Siberische spoorlijn tussen Jekaterinenburg (213 kilometer) en Tjoemen (110 kilometer) op 5 kilometer ten noorden van de rivier de Pysjma (stroomgebied van de Toera) en 3 kilometer van de Siberische Trakt. De plaats ligt op het West-Siberisch Laagland en wordt als zodanig omringd door moerassen. Ten oosten van de plaats stroomt het beekje de Soegatka (zijrivier van de Pysjma).

## Geschiedenis
De Poolse (of Litouwse) aristocratische familie Poklevskieje-Kozell arriveerde in 1848 in het gebied en vestigde zich in Talitsa.
Zij waren verantwoordelijk voor de aanleg van de spoorlijn tussen Jekaterinenburg en Tjoemen in 1885, waaraan het station Poklevskaja werd gesticht (nu station Talitsa). Hier groeide vervolgens het dorpje (posjolok) Poklevski omheen, waarvan de naam uiteindelijk naar Troitski werd veranderd. De naam Troitski was oorspronkelijk vermoedelijk "Svjato Troitski"; "Heilige Drie-eenheid", naar de feestdag waarop de eerste bewoners van de plaats arriveerden. Vanaf 1923 kwam het voorvoegsel 'Svjato' ("heilige") te vervallen.

## Economie
In de plaats bevinden zich een melkfabriek, vleeskombinaat en een fabriek voor de productie van vilten schoeisel.
De plaats heeft een museum voor lokale geschiedenis.